# Stanisława Pietruszczak
Stanisława Pietruszczak (* 8. Mai 1953 in Tomaszów Mazowiecki) ist eine ehemalige polnische Eisschnellläuferin.
Pietruszczak, die für Pilica Tomaszów Mazowiecki startete, wurde in den Jahren 1970 und 1971 polnische Juniorenmeisterin im Kleinen Vierkampf und nahm von 1973 bis 1977 an internationalen Wettbewerben teil. Dabei errang sie bei der Mehrkampfeuropameisterschaft 1974 in Almaty den 17. Platz im Kleinen Vierkampf und bei der Sprintweltmeisterschaft 1975 in Göteborg den achten Platz im Sprint-Mehrkampf. In der Saison 1975/76 wurde sie polnische Meisterin über 500 m und belegte bei den Olympischen Winterspielen 1976 in Innsbruck den 14. Platz über 500 m.

## Persönliche Bestzeiten
| Disziplin | Zeit        | Datum             | Ort    |
| --------- | ----------- | ----------------- | ------ |
| 500 m     | 42,30 s     | 17. Dezember 1976 | Almaty |
| 1000 m    | 1:30,61 min | 1. Februar 1975   | Inzell |
| 1500 m    | 2:24,70 min | 28. November 1975 | Almaty |
| 3000 m    | 5:18,50 min | 28. November 1975 | Almaty |